# Йессен
Йессен (нем. Jessen) — город в Германии, в земле Саксония-Анхальт.
Входит в состав района Виттенберг. Население составляет 14 944 человека (на 31 декабря 2010 года). Занимает площадь 313,15 км². Официальный код — 15 1 71 026.

## Фотографии

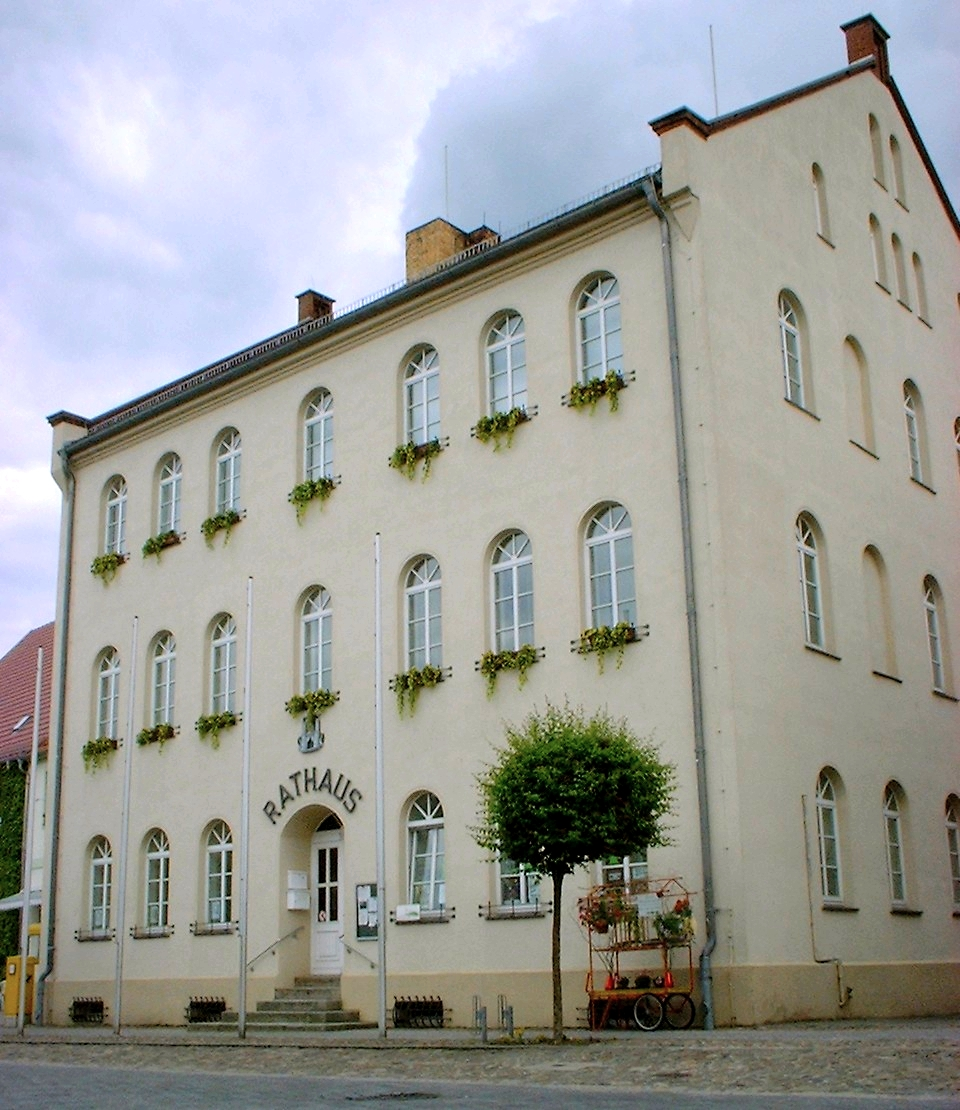
Ратуша
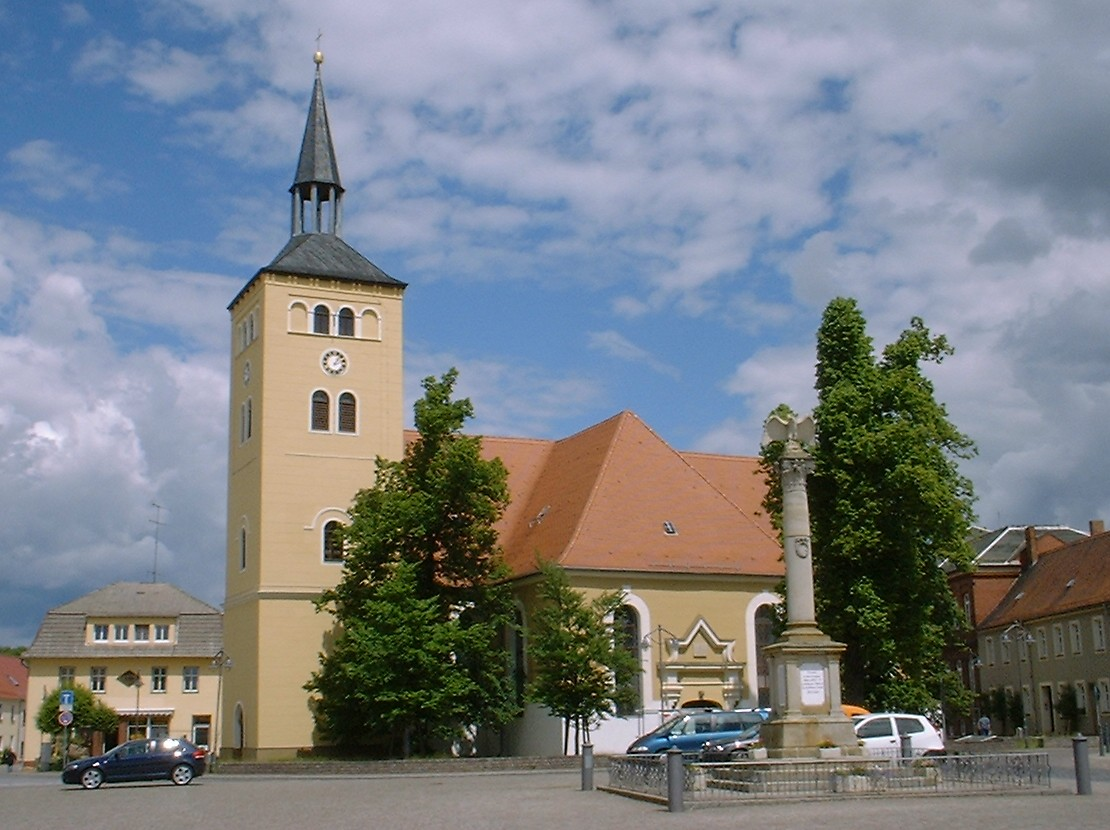
Церковь
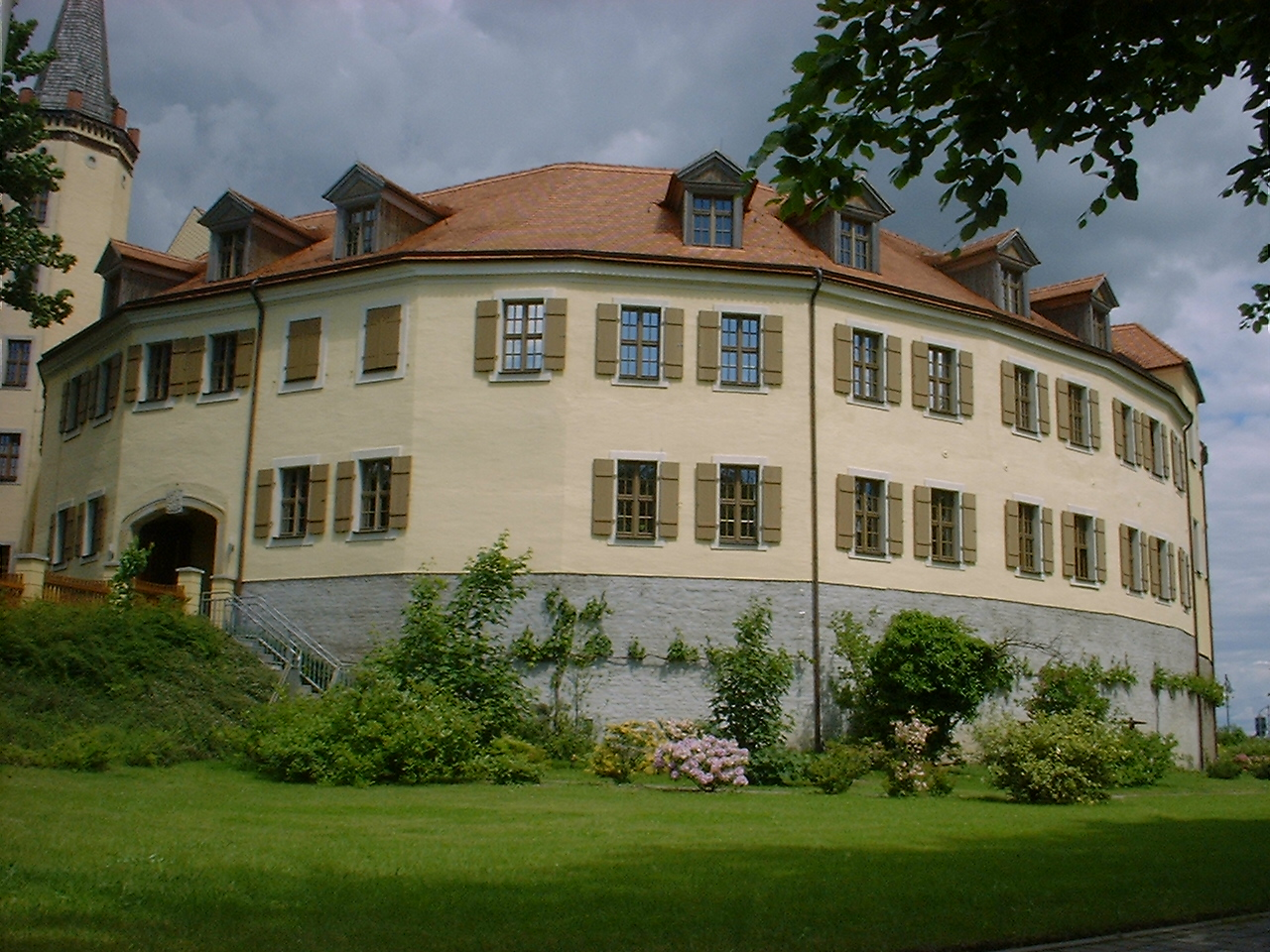
Замок